# Afterglow (filme de 1997)
Afterglow (Brasil: O Despertar do Desejo / Portugal: Sol do Poente) é um filme norte-americano de 1997, do gênero comédia dramática, dirigido por Alan Rudolph  e estrelado por Nick Nolte e Julie Christie.

## Sinopse
Phyllis Mann, antiga estrela de filmes de terror, e o marido Lucky, um construtor, vivem em Montreal. O casamento está cai-não cai: enquanto Phyllis relembra seus dias de glória na solidão de seu quarto, Lucky faz visitas ocasionais a quartos alheios... As coisas começam a ser sacudidas quando Lucky é contratado por Marianne Byron. Marianne deseja filhos desesperadamente, mas o marido arrogante, Jeffrey, não quer nem ouvir falar em constituir família. Marianne pede a ajuda de Lucky e, coincidentemente, Phyllis decide receber outro alguém em sua vida -- e começa um caso com Jeffrey.

## Principais premiações
| Patrocinador                                      | Prêmio                              | Categoria                                  | Situação          |
| ------------------------------------------------- | ----------------------------------- | ------------------------------------------ | ----------------- |
| Academia de Artes e Ciências Cinematográficas     | Oscar                               | Melhor Atriz (Julie Christie)              | Indicado          |
| Film Independent                                  | Independent Spirit                  | Melhor Atriz (Julie Christie)              | Vencedor          |
| National Society of Film Critics                  | NSFC                                | Melhor Atriz (Julie Christie)              | Vencedor          |
| New York Film Critics Circle Awards               | NYFCC                               | Melhor Atriz (Julie Christie)              | Vencedor          |
| International Press Academy                       | Golden Satellite                    | Melhor Atriz (Julie Christie)              | Indicado          |
| Festival Internacional de Cinema de San Sebastián | Concha de Ouro Concha de Prata Alma | Melhor Filme Melhor Diretor Melhor Roteiro | Indicado Vencedor |

## Elenco
| Ator/Atriz                | Personagem              |
| ------------------------- | ----------------------- |
| Nick Nolte                | Lucky Mann              |
| Julie Christie            | Phyllis Mann            |
| Lara Flynn Boyle          | Marianne Byron          |
| Jonny Lee Miller          | Jeffrey Byron           |
| Jay Underwood             | Donald Duncan           |
| Domini Blythe             | Helene Pelletier        |
| Yves Corbeil              | Bernard Ornay           |
| Alan Fawcett              | Conde Falco / Jack Dana |
| Michèle-Barbara Pelletier | Isabel Marino           |
| France Castel             | Gloria Marino           |
| Genevieve Bissonnette     | Cassie                  |
| Claudia Besso             | Monica Bloom            |
| Ivan Smith                | Doutor                  |
| Ellen David               | Judy                    |
| Don Jordan                | Porteiro dos Byron      |